# 有村直吉
有村 直吉（ありむら なおきち、1871年3月15日（明治4年1月25日） - 1911年（明治44年）5月7日）は、現在の茨城県桜川市出身で入間川部屋に所属した力士。本名は小池 直吉（こいけ なおきち）。11代入間川。165cm、109kg。得意手は押し。最高位は東前頭3枚目。

## 経歴
1894年5月場所に初土俵。1903年1月場所に十両昇進、有村直吉に改名。幕末の藩士有村次左衛門に因んだとされるが関係は不明である。1905年5月場所に新入幕。1909年12月に師匠の入間川清藏が廃業した為、以降は二枚鑑札。1910年6月場所に引退。脳病と心臓病に罹っていたので酒を断っていたが、再婚の宴席上で嬉しさの余り酒を飲んでしまい、1911年5月7日に急逝した。享年40。

## 主な成績
- 幕内成績：16勝41敗16休6分預　勝率.281
- 幕内在位：8場所

## 改名歴
- 小池川（こいけがわ）1894年5月場所 - 1902年5月場所
- 有村 直吉（ありむら なおきち）1903年1月場所 - 1910年1月場所
- 入間川 直吉（いるまがわ なおきち） 1910年6月場所